# Langlade County
Langlade County är ett administrativt område i delstaten Wisconsin, USA. År 2010 hade county 19 977 invånare. Den administrativa huvudorten (county seat) är Antigo. Det är uppkallat efter Charles Michel Mouet de Langlade. 

## Geografi
Enligt United States Census Bureau har countyt en total area på 2 300 km². 2 261 km² av den arean är land och 39 km² är vatten. 

### Angränsande countyn
- Oneida County - nordväst
- Forest County - nordost
- Oconto County - öst
- Menominee County - sydost
- Shawano County - syd
- Marathon County - sydväst
- Lincoln County - väst